# منعكس H
منعكس H هو رد فعلٍ انعكاسي في العضلات بعد تحفيزٍ كهربائي للألياف الحسية في الأعصاب التي تُعصبها (مثلًا، الموجودة خلف الركبة).
وُصف هذا المنعكس للمرة الأولى بواسطة باول هوفمان عام 1910.

## روابط خارجية
- H-Reflex في المكتبة الوطنية الأمريكية للطب نظام فهرسة المواضيع الطبية (MeSH).